# Döbrastöcken
Döbrastöcken ist ein Gemeindeteil der Stadt Naila im oberfränkischen Landkreis Hof in Bayern. Döbrastöcken liegt in der Gemarkung Culmitz.

## Geografie
Der Weiler besteht derzeit (Stand 2025) aus acht Einzelsiedlungen, die in einem Radius von etwa 400 Meter weit verstreut liegen. Eine Gemeindeverbindungsstraße führt nach Poppengrün (1 km westlich) bzw. zur Staatsstraße 2194 (0,7 km südöstlich).

## Geschichte
Im Jahr 1557 wurde der Ort als „in den Stöcken bei Döbra“ erwähnt, als Asmus von Wildenstein zwei Güter verkaufte. 1613 waren die Herren von Reitzenstein im Ort begütert. 1682 verkauften die Reitzensteiner u. a. ihre Ansprüche in Döbrastöcken an die Herren von Waldeck zu Oberzopten. Nach 1685 ließ Johann Caspar von Heußinger zu Waldenstein im Ort ein Vorwerk errichten. Döbrastöcken gehörte zur Realgemeinde Culmitz. Gegen Ende des 18. Jahrhunderts bestand Döbrastöcken aus vier Anwesen und einem Vorwerk. Die Hochgerichtsbarkeit hatte das bayreuthische Vogteiamt Naila. Das Rittergut Culmitz-Döbrastöcken war Grundherr der vier Gütlein.
Von 1797 bis 1810 unterstand Döbrastöcken dem Justiz- und Kammeramt Naila. Infolge des Ersten Gemeindeedikts wurde Döbrastöcken dem 1812 gebildeten Steuerdistrikt Culmitz und der zugleich entstandenen Ruralgemeinde Culmitz zugewiesen. Im Zuge der Gebietsreform in Bayern wurde Döbrastöcken am 1. Juli 1971 nach Naila eingemeindet.

### Ehemaliges Baudenkmal
- Zu Haus Nr. 1 gehörige Scheune. Ständerbau, verbrettert, mit Blockwerksockel und Satteldach; Giebel mit geteilter Schalung; zweite Hälfte des 18. Jahrhunderts.[9]

### Einwohnerentwicklung
| Jahr      | 1799   | 1819  | 1861   | 1871   | 1885   | 1900   | 1925   | 1950   | 1961   | 1970   | 1987  |
| Einwohner | 36     | *     | 61     | 61     | 64     | 52     | 47     | 51     | 34     | 17     | 16    |
| Häuser    | 5      |       |        |        | 8      | 8      | 8      | 8      | 8      |        | 6     |
| Quelle    | [ 11 ] | [ 7 ] | [ 12 ] | [ 13 ] | [ 14 ] | [ 15 ] | [ 16 ] | [ 17 ] | [ 18 ] | [ 19 ] | [ 1 ] |

## Religion
Döbrastöcken ist seit der Reformation evangelisch-lutherisch geprägt und war ursprünglich nach Naila gepfarrt, seit dem 19. Jahrhundert ist die Pfarrei St. Bartholomäus (Döbra) zuständig.